# Jihadul Islamic (Egipt)
Jihadul*  Islamic din Egipt (în arabă الجهاد الإسلامي المصري, transliterat alGɩead alḀslami alMɩƨri (alMɑƨri)), denumită în trecut Armata de Eliberare a Locurilor Sfinte), al-Jihad, și mai târziu „Grupul Jihad”, „Organizația Jihad”, este o grupare islamistă egipteană activă de la sfârșitul anilor 1970. Este sub embargo internațional impus de Națiunile Unite, fiind afiliată al-Qaeda. Ea este interzisă și de mai multe guverne, inclusiv de cel al Federației Ruse. Din 1991 este condusă de Ayman al-Zawahiri. 
Scopul principal al organizației este răsturnarea guvernului Egiptului și înlocuirea lui cu un stat islamic. Ulterior, ea și-a lărgit gama de obiective, incluzând între acestea atacuri împotriva intereselor SUA și ale Israelului în Egipt și peste hotare.
În iunie 2001, Al Qaeda și Jihadul Islamic din Egipt, care fuseseră asociate mulți ani, s-au unit, formând „Qaeda al-Jihad.”